# تريلز ريسنغ

صورة من إعدادات اللاعب في هذه اللعبة المدعومة باللغة العربية

تريلز ريسنغ (بالإنجليزية:Trials Rising)، هي لعبة فيديو من نوع سباق الدراجات النارية، سيتم إصدار اللعبة بتاريخ 26 فبراير 2019، وستعمل على منصات بلاي ستيشن 4، إكس بوكس ون، نينتندو سويتش ومايكروسوفت ويندوز، وهي من تطوير ستوديو ريدلنكس الفنلندية ويوبي سوفت كييف الأوكرانية، بحيث تدعم اللغة العربية في منطقة الشرق الأوسط وشمال أفريقيا.